# Železniční dvojkolí

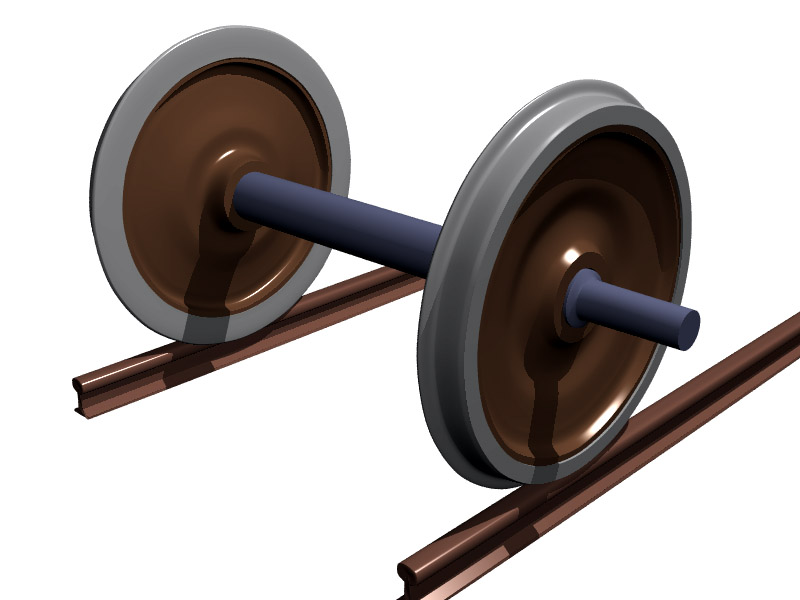
Železniční dvojkolí

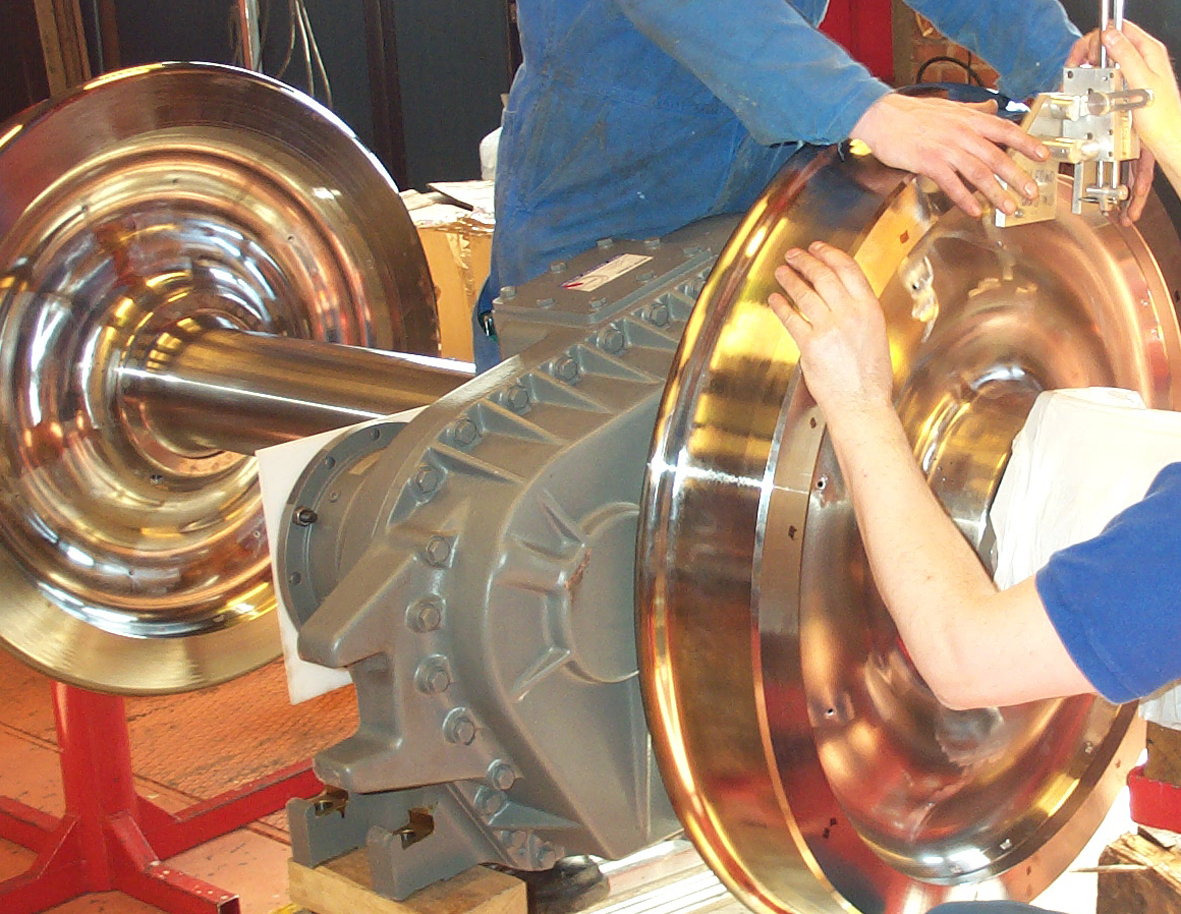
Snímek z výroby dvojkolí

Typické železniční dvojkolí se skládá ze dvou kol nalisovaných na nápravu. Obě kola jsou tak pevně mechanicky spojena s nápravou (železniční dvojkolí nemá žádný diferenciál tak jak jej známe třeba z náprav silničních vozidel). V kolejovém vozidle je dvojkolí uloženo pomocí valivých nebo, dnes již zřídka, i kluzných ložisek v ložiskových skříních.
Náprava může být plná i dutá (např. ř. 471, 680). U parních lokomotiv s vnitřními válci se používají nápravy zalomené – k excentrické části je připojena ojnice. Zejména u nízkopodlažních tramvají bývají použity krátké nápravy pro jednotlivá kola. To umožňuje snížit střední část podvozku na minimum a vozidlo opatřit nízkou podlahou i v oblasti podvozku. Stejné uspořádání mají z důvodu možnosti změny rozchodu i vlaky Talgo. Jiná konstrukce umožňující změnu rozchodu spočívá na kolech uložených na nápravě posuvně (samozřejmě s aretací).
Kola jsou provedena jako obručová nebo celistvá. Obručová kola jsou složena z disku nebo hvězdice, na které je za tepla natažená obruč. Celistvá kola, u kterých jsou disk a obruč tvořeny jedním dílem, postupně vytlačují kola skládaná. Jejich výhodou je především nižší hmotnost a nehrozí u nich nebezpečí uvolnění obruče. Po opotřebení je ovšem nutné vyměnit celé kolo.
Zvláštní konstrukcí jsou kola skládaná, u kterých je mezi diskem a obručí, popřípadě mezi dvěma díly disku umístěna pryžová vložka. Toto má za cíl snížení hladiny hluku uvnitř vozidla, používá se většinou jen u vozidel metra a tramvají. Použití u jednotek ICE se neosvědčilo, lom složeného kola byl příčinou velkého železničního neštěstí u Eschede.
Poháněná dvojkolí jsou navíc opatřena součástmi k přenosu hnací síly nebo kroutícího momentu na dvojkolí. Mezi nejobvyklejší způsoby patří ozubené kolo nalisované na nápravě, popřípadě unašeč dutého hřídele. U parních lokomotiv to jsou ojniční, resp. spojniční čepy zalisované do otvoru v zesíleném místě hvězdice kola.
Některá vozidla na ozubnicových drahách mají dvojkolí doplněno o uprostřed umístěné ozubené kolo zabírající do ozubeného hřebene.

## Popis a princip fungování
Jízdní plocha kola má tvar odpovídající velmi přibližně výseku z rotačního hyperboloidu nebo soustavě komolých kuželů tak, aby se průměr kola směrem k vnějšímu okraji zmenšoval. Tento tvar kol zajišťuje stabilní vedení dvojkolí po kolejnicích i hladký průjezd obloukem. Pokud se dvojkolí posune za jízdy od osy koleje v příčném směru, začne se kolo vzdálenější od osy koleje odvalovat po větším průměru. Ujede proto za jednu otáčku delší vzdálenost než druhé kolo. V ideálním případě se dvojkolí staví v oblouku radiálně a projede jím bez smyků. Naopak v přímé koleji pak tato vlastnost způsobuje sinusový pohyb dvojkolí. Pokud je pojezd vozidla nevhodně konstruován, pokud vůle pohyblivých částí (zejména vedení dvojkolí) překročí jistou mez nebo pokud je účinek tlumení pohybů omezen, způsobí tento pohyb za „vhodných“ podmínek (rychlost, geometrická poloha koleje a její poruchy, tvar a opotřebení kolejnic) netlumené rozkmitání v příčném směru. Stabilizace kolejových vozidel během jízdy je velmi důležitá zejména při provozu moderních rychlovlaků typu TGV, AGV, Pendolino či Šinkansen.
Na vnitřní straně dvojkolí jsou obruče kol navíc opatřeny okolky. Ty slouží jako bezpečnostní prvek proti vykolejení a pro hladký průjezd kolejových spojek, kolejových výměn resp. výhybek a křížení.
Pro správnou funkci dvojkolí je důležitý jeho vztah k rozchodu koleje. Rozdíl rozchodu koleje a rozchodu dvojkolí udává šířku tzv. kolejového kanálu. Tolerance rozchodů musí být takové, aby se šířka tohoto kanálu nedostala do záporných hodnot. U dvojkolí se obvykle udává hodnota rozchodu jako vzdálenost mezi vnějšími okraji okolků 10 mm pod styčnou kružnicí. V praxi se zjišťuje tak, že se změří rozkolí, tj. vzdálenost vnitřních ploch věnců kol, a k této hodnotě se připočtou šířky okolků.
Pro normální rozchod, který se používá ve většině států a jeho jmenovitá hodnota je 1435 mm, platí podle vyhlášky UIC tyto hodnoty:
- rozkolí 1360 ±3 mm
- rozchod dvojkolí 1410–1426 mm

V obloucích malých poloměrů (u normálního rozchodu pod 300 m) se rozchod koleje rozšiřuje, aby byl zaručen hladký průjezd vozidel s více dvojkolími v jednom rámu – zejména se jedná o šestinápravová vozidla nebo parní lokomotivy.

## Rozvor podvozku a setrvačnost
Na hladký průjezd kolejového vozidla traťovými oblouky má také velký vliv pevný rozvor, tj. konstrukční vzdálenost os krajních dvojkolí umístěných v jednom rámu bez možnosti natáčení. Při velkém pevném rozvoru se vozidlo v oblouku příčí, úhel náběhu vodícího kola roste (úhel mezi podélnou osou kola a osou kolejnice v místě styku), což vede ke zvýšení opotřebení a snížení bezpečnosti proti vykolejení. Kola se smýkají v příčném směru, okolek drhne o hlavu kolejnice, což způsobuje kromě opotřebení i nepříjemný hluk pozorovatelný zejména u tramvají. Ke zlepšení průjezdu obloukem se využívají různá opatření. U rámových lokomotiv šlo o běhouny a běžné podvozky, které naváděly pojezd do oblouku, u moderních vozidel je to především podvozkové uspořádání. Další opatření ke zlepšení průjezdu obloukem jsou zejména mazání okolků a natáčecí dvojkolí. Při použití natáčecích dvojkolí je zde nepříjemný důsledek – snížení stability chodu při vyšších rychlostech. Výsledná konstrukce je proto vždy kompromisem mezi těmito protichůdnými požadavky.
Zvláštní konstrukci má pojezd vlaků Talgo – samostatně uložená kola nezpůsobují sinusový pohyb a jednonápravové podvozky jsou v oblouku nuceně natáčeny do radiálního směru. Jednonápravovými podvozky se samočinným natáčením dvojkolí se vyznačují i motorové vozy ř. 810 a jejich rekonstrukce. Dvounápravová vozidla mívají větší vůle ve vedení dvojkolí, které taktéž umožňují alespoň částečné natočení dvojkolí. Ale u vedoucího dvojkolí (první ve směru jízdy) někdy dochází k opačnému natočení, což průjezd obloukem ještě zhoršuje.

## Hnací a spřažená dvojkolí parních lokomotiv
Hnací dvojkolí lokomotivy přenáší sílu parního stroje a tím vytváří tažnou sílu lokomotivy. Ojnice přitom působí na čepy hnacího dvojkolí umístěné excentricky vůči ose nápravy, tím dochází k převedení posuvného pohybu pístů na rotační pohyb dvojkolí. Tvar nápravy a umístění ojničních čepů jsou dány použitým parním strojem.
- Nejjednodušší a nejrozšířenější je dvojválcová (dvojčitá, nebo dříve i sdružená) konstrukce s vnějšími válci. V tomto uspořádání je náprava přímá a ojniční čepy jsou zalisovány do kol. Čepy jsou vzájemně pootočeny o 90°, což umožňuje rozjezd z jakékoliv polohy. Nelze však toto uspořádání dynamicky vyvážit, což snižuje možnosti použití pro vyšší rychlosti.
- Trojčité parní lokomotivy mají obvykle dva vnější a jeden vnitřní válec, což již vede k použití zalomené nápravy kvůli výstřednému umístění čepu ojnice středního válce. Všechny tři čepy jsou zpravidla vzájemně pootočeny o 120°. Toto uspořádání vede k dokonalejšímu vyvážení dynamických sil i k menší pulsaci tažné síly, což přispívá ke klidnějšímu chodu a k plynulejším rozjezdům
- Dvojčité uspořádání s vnitřními válci, které se hojně používalo u nejstarších lokomotiv, vyžaduje nápravu 2x zalomenou s dvojitým středovým excentrem.

Spřažená dvojkolí jsou spojena s hnacím dvojkolím prostřednictvím spojnic. Zjednodušeně lze říci, že použití spřažených dvojkolí zvyšuje tažnou sílu lokomotivy. Spojnice bývají umístěné na vnějších stranách kol, a to i u lokomotiv s vnitřními válci, aby se nemusely i u spřažených dvojkolí používat výrobně složitější zalomené nápravy. V některých případech pohání parní stroj jalový hřídel a lokomotiva má pouze spřažená dvojkolí. Stejné uspořádání bývá použito i u spojnicových lokomotiv moderních trakcí – např. u východoněmecké lokomotivy řady V 60 (106).

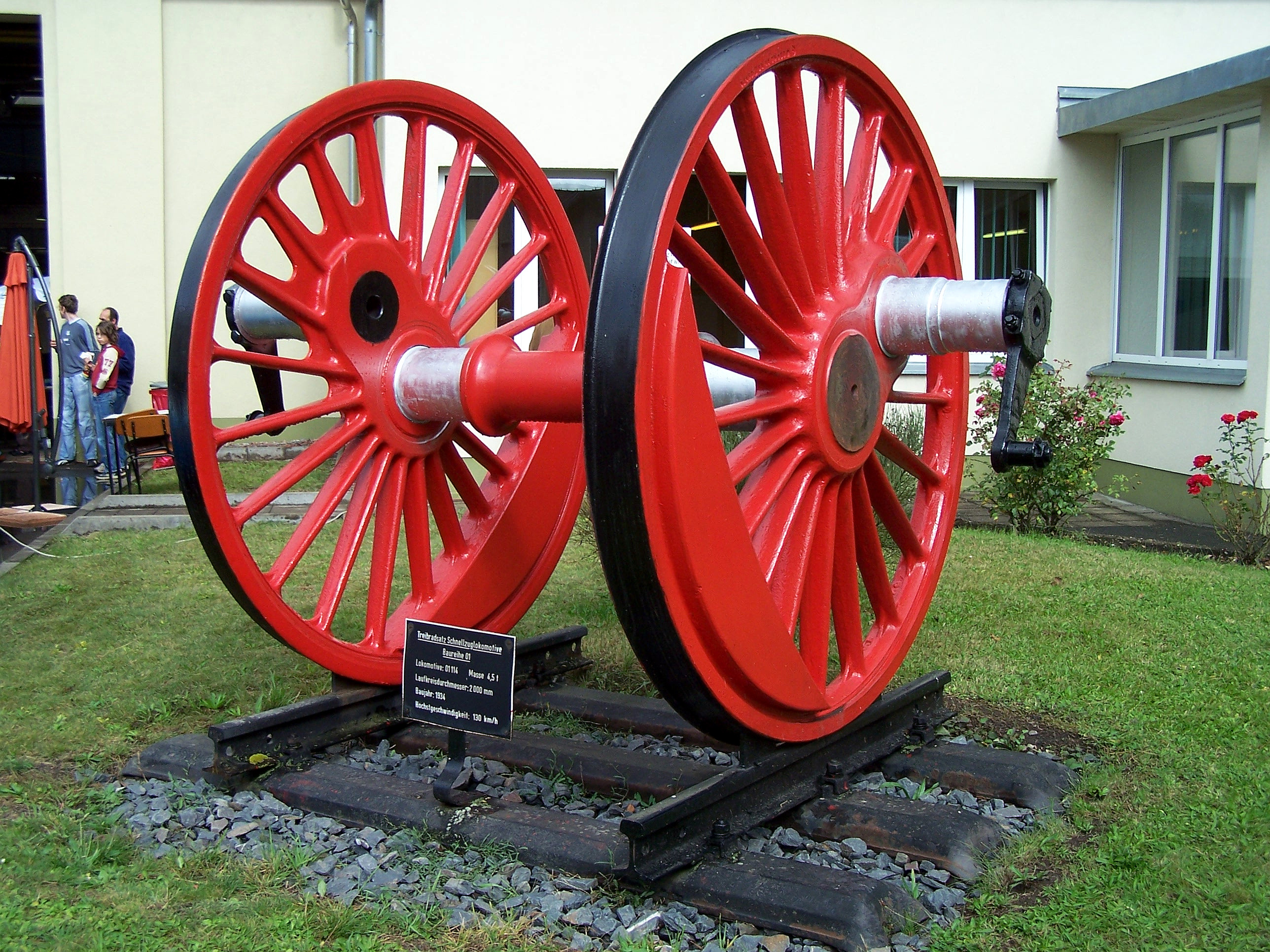
Dvojkolí pro dvojčinnou konstrukci s vnějšími válci
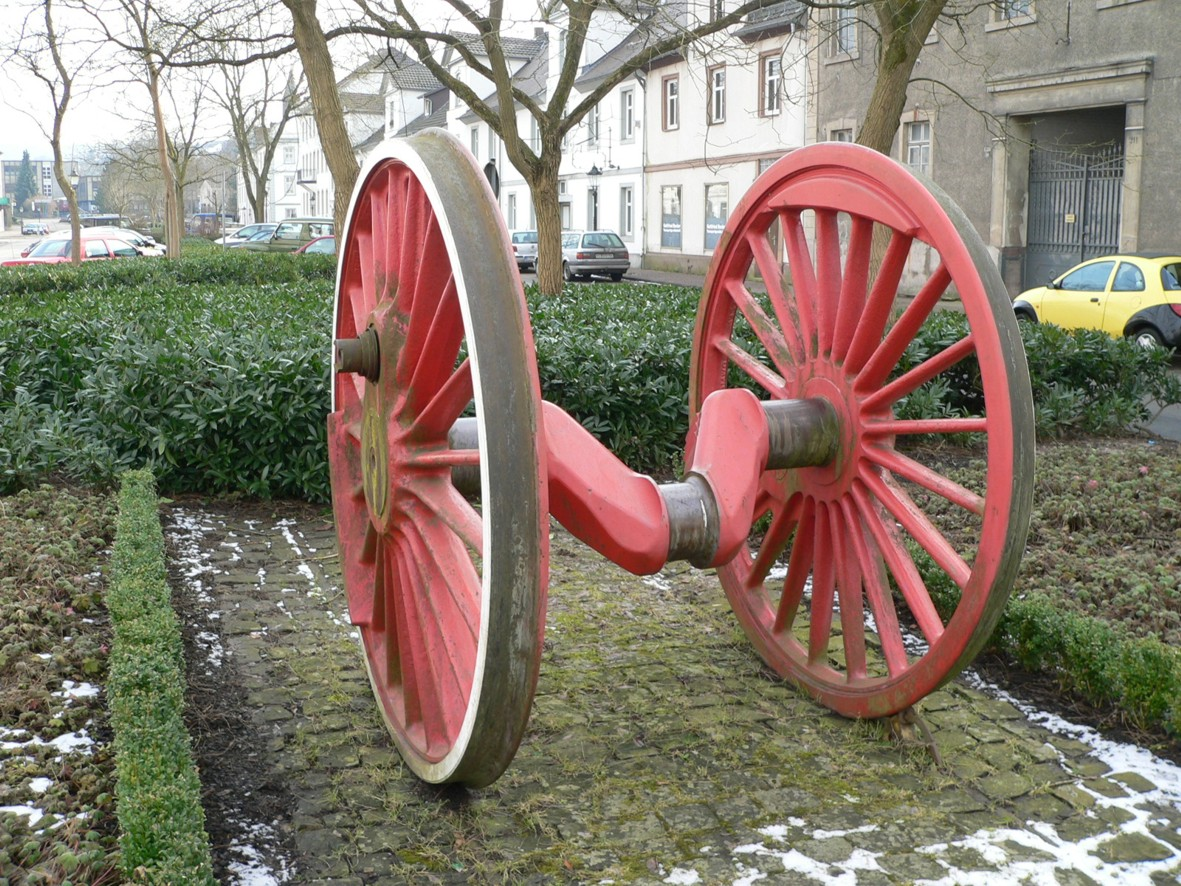
Hnací dvojkolí pro trojčité uspořádání se zalomenou nápravou s ojničním čepem ojnice prostředního válce
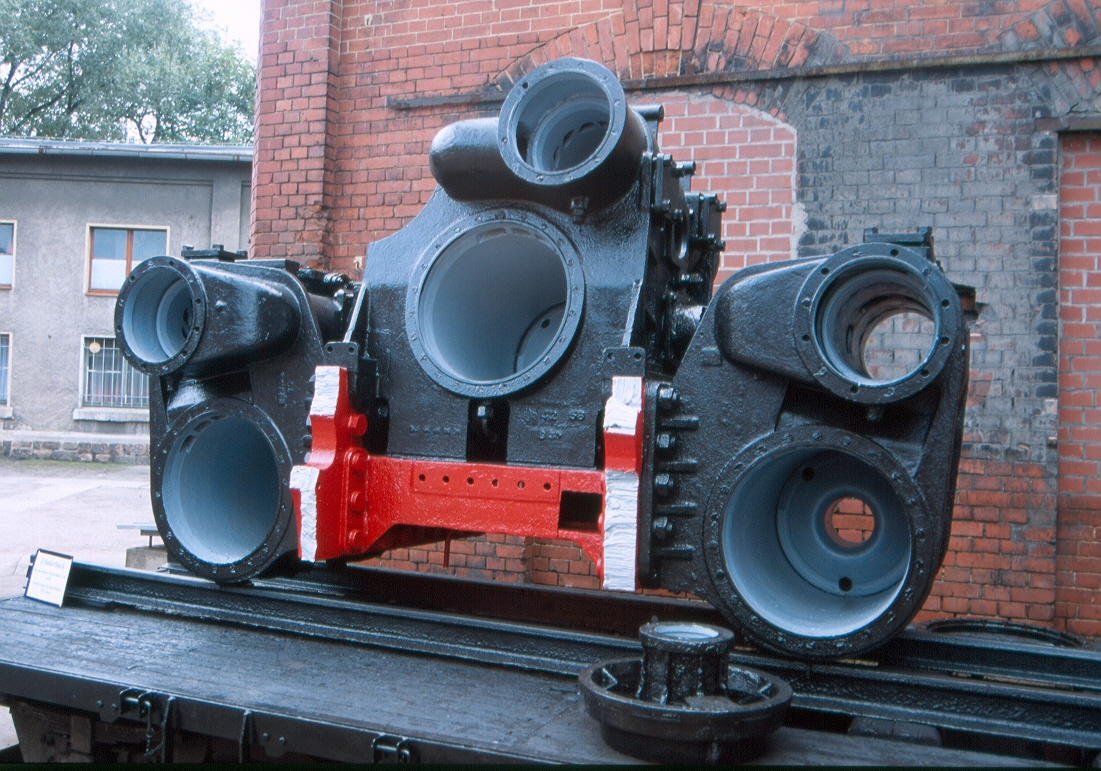
Trojčité uspořádání válců
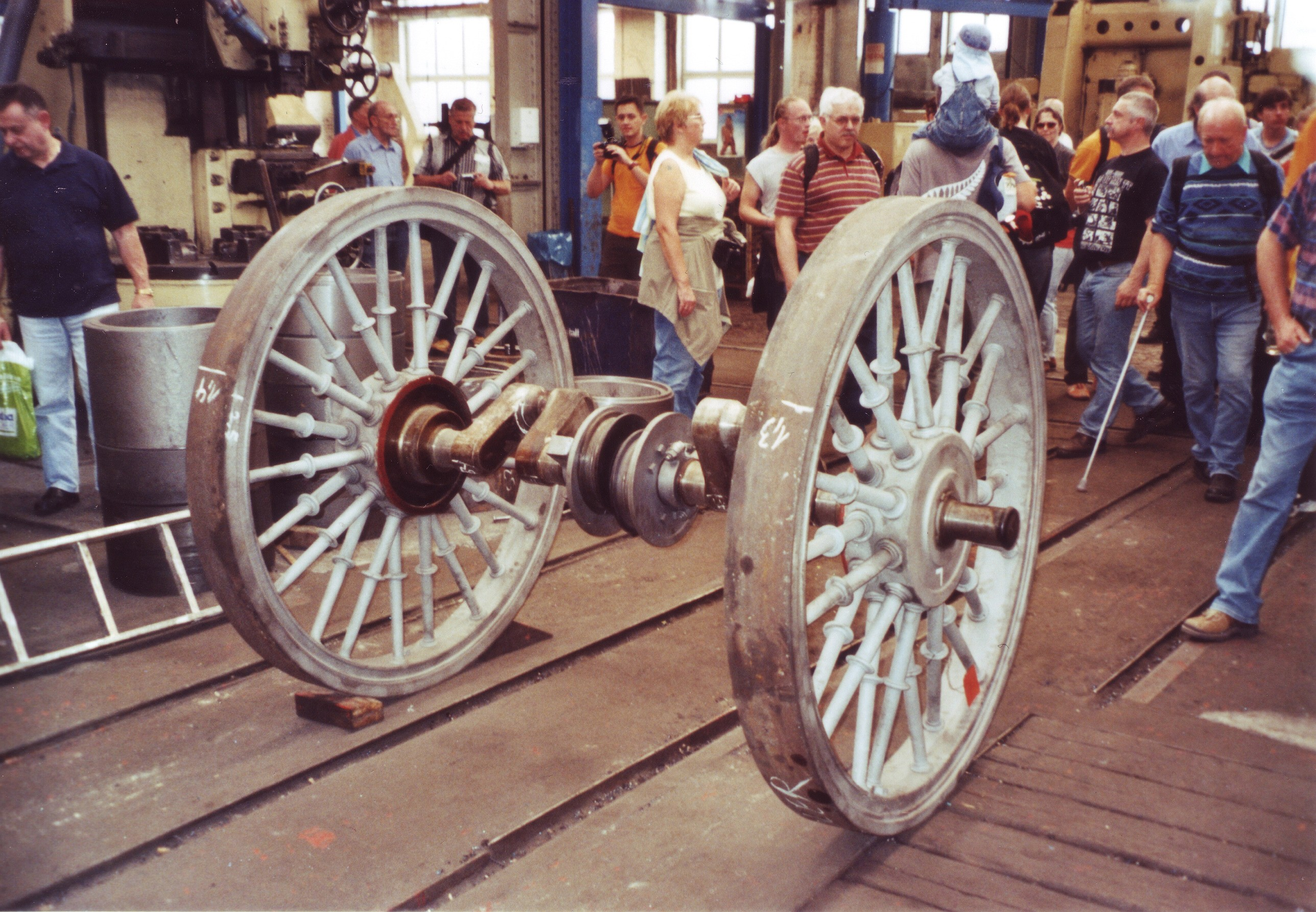
Dvojkolí lokomotivy pro uspořádání s vnitřními válci

## Hnací dvojkolí pro ozubnicovou dráhu

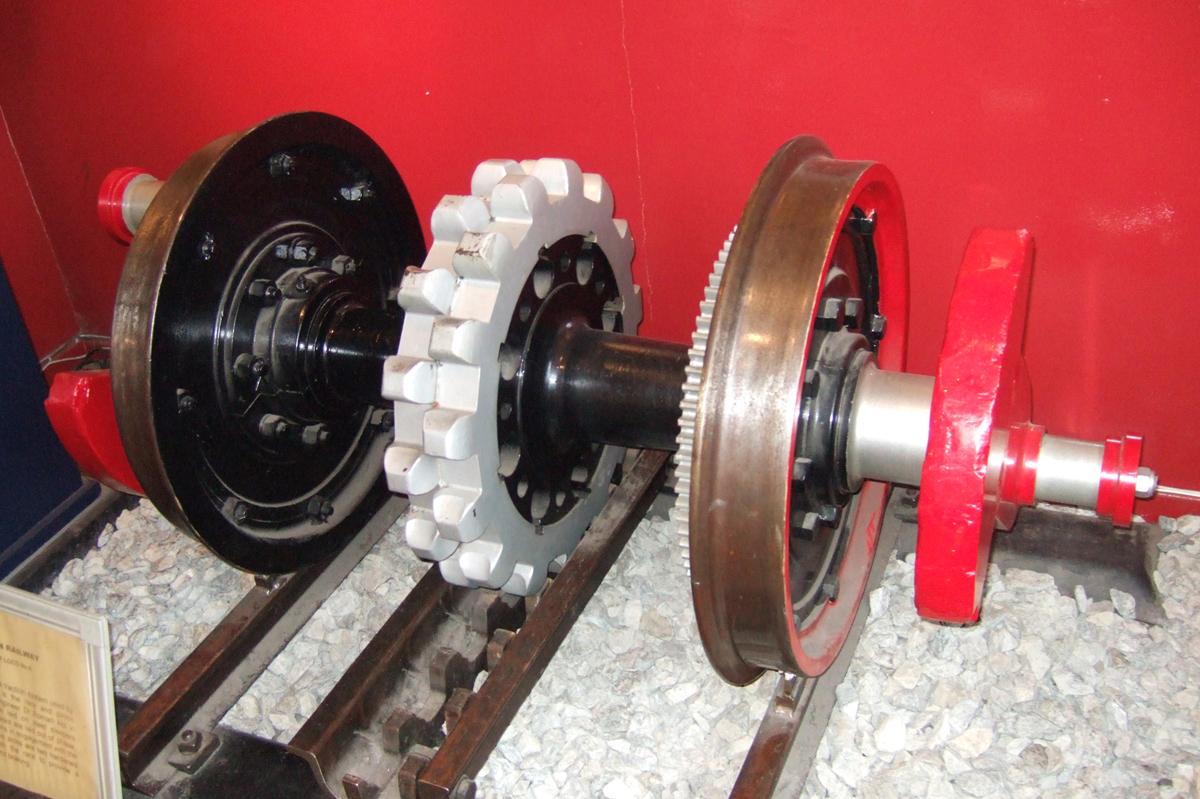
Železniční dvojkolí pro ozubnicovou dráhu s přenosem podélných sil pouze ozubnicí. Kola jsou na nápravě volně otočná.

Pokud nemají kola pro ozubnicový pohon zvláštní uložení, má hnací dvojkolí pro ozubnicovou dráhu vložené ozubené kolo, které zapadá do ozubeného hřebene, zpravidla připevněného k pražcům v ose koleje. Další informace v článku Ozubnicová dráha.

## Výrobci dvojkolí
Výrobou dvojkolí, a to nejen železničních, ale i pro ostatní kolejovou dopravu, se v České republice zabývá bohumínská firma Bonatrans Group. Firma vznikla v roce 1999 oddělením Závodu železniční dvojkolí od firmy ŽDB. Závod železniční dvojkolí byl založen již roku 1965 v tehdy státním podniku Železárny a drátovny Bohumín.
Výrobce železničních dvojkolí v Evropě sdružuje Evropské sdružení výrobců dvojkolí.